# Sułtanat Ifatu
Sułtanat Ifatu  (arab. سلطنة عفت) – państwo sunnickie istniejące od roku 1285 do 1403 lub do 1415, położone na terenach dzisiejszej Etiopii, Erytrei, Dżibuti i nieuznawanego Somalilandu. Ifat był rządzony przez dynastię Uelasma; według etiopskiego historyka Asmy Giyorgisa, członkowie tej dynastii posługiwali się językiem arabskim. W arabskich tekstach Ifat jest wspominany jako Wafāt (وافات) lub Awfāt (عوفات).
Żyjący w XIV wieku syryjski historyk Ibn Fadlallah al-Umari podał, że Ifat mógł mieć powierzchnię około 120 tys. km², natomiast Richard Pankhurst uznał te dane za zawyżone.
Podczas około 130-letniej historii państwa, Ifat był okresowo podporządkowany pogańskiemu Królestwu Damot oraz chrześcijańskiemu Cesarstwu Etiopii, dla którego Ifat stanowił poważne zagrożenie.

## Lokalizacja

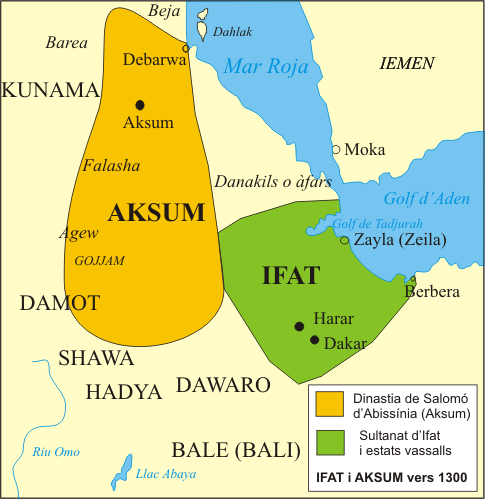
Granice Ifatu (ok. 1300 r.)

Granice państwa rozciągały się od wulkanu Zuqualla do miasta portowego Zajla, będącego jednocześnie stolicą Ifatu.
Południowa i wschodnia granica Ifatu opierała się na rzece Auasz, zachodnia znajdowała się na wschód od rzeku Dżamma, północna natomiast opierała się na rzekach Adabaj i Mofar.
W granice Ifatu wchodziły regiony jak Fatagar, Dawaro i Bale. Położona bezpośrednio nad Zatoką Adeńską pierwsza stolica państwa, Zajla, była wówczas ważnym miastem portowym, do którego prowadził ważny szlak handlowy, oraz jednym z ważniejszych ośrodków islamu na terenie Rogu Afryki. Sam Ifat był na tym terenie najbardziej wysuniętym na północ państwem muzułmańskim, będący również buforem między państwami chrześcijańskimi a muzułmańskimi.

## Historia

### Konflikt z Etiopią
Konflikt ten był poprzedzony sporem wywołanym przez mameluckiego sułtana An-Nasira Muhammada, prowadzącego politykę prześladowania Koptów; etiopski cesarz Amde Tsyjon I wysłał do Egiptu posłańca w celu powiadomienia sułtana, że w przypadku kontynuowania tej polityki, Etiopia rozpocznie prześladowania ludności muzułmańskiej.
W wyniku tego sporu, sułtan Ifatu Hak ad-Din I wypowiedział wojnę Etiopii; wojska ifackie zaatakowały region Amhary, gdzie spaliły znajdujące się kościoły oraz zmusiły ludność do zrzeczenia się chrześcijaństwa. W odpowiedzi wojska etiopskie zaatakowały zamieszkiwaną głównie przez ludność muzułmańską Szewę.
Według chrześcijańskich kronik, siły ifackie dowodzone przez syna sułtana, Dadadera Hak ad-Dina, stoczyły na południu regionu Marra Biete bitwę z wojskami etiopskimi dowodzonymi przez cesarza Amde Tsyjona I;, mimo że siły Ifatu były w stanie otoczyć Etiopczyków, zostały one pokonane, a ich dowódca zginął w tej bitwie.

### Próba przejęcia władzy w Etiopii przez Sabra ad-Dina I
W roku 1322 sułtan Ifatu Sabr ad-Din I planował przejąć władzę w Etiopii z zamiarem jej islamizacji poprzez przymusowe nawracanie etiopskich chrześcijan na islam oraz stawianie meczetów w miejsce kościołów; w planach również było mianowanie cesarza Amde Tsyjona I na namiestnika jednego z etiopskich prowincji w przypadku jego przejścia na islam.
W celu realizacji swojego planu, sułtan podzielił swoją armię na trzy części; pierwsza została wysłana na północny zachód w celu ataku na Amharę, druga na region Angot znajdujący się na północy, trzecia byładowodzona przez samego sułtana, który wraz ze swoimi siłami wyruszył na znajdującą się na zachodzie Szewę. By zmobilizować swoich żołnierzy, sułtan obdarował ich złotem, srebrem oraz szatami; okazało się to bezskuteczne, wielu żołnierzy postanowiło nie brać udziału w walce z powodu niekorzystnego, suchego klimatu. Wojska etiopskie zajęły oraz spustoszyły Zajlę oraz odniosły zdecydowane zwycięstwo nad siłami Ifatu, następnie zniszczyli jeden z ifackich obozów wojskowych. 
Po porażkach armii, Sabr ad-Din zaproponował stronie etiopskiej pokój, który został jednak odrzucony; w konsekwencji sułtan się poddał. Na dworze cesarza Etiopii zabiegano o karę śmierci dla ifackiego władcy, który ostatecznie został uwięziony. Uważano, że działania wojenne Sabra ad-Dina miały charakter dżihadu.
W Ifacie wybuchły bunty przeciwko Amde Tsyjonowi I, które zostały stłumione przez wojska etiopskie.
Podczas panowania w Ifacie Haka ad-Dina II (1366-1376) przeniesiono stolicę z Zajli do Hararu. Sułtan w latach 1370-1376 stoczył ponad dwadzieścia bitew z wojskami etopiskimi; sam zginął w trakcie jednej z nich.

### Upadek państwa
W 1376 roku nowym sułtanem Ifatu został Sa'ad ad-Din II, brat Haka ad-Dina; kontynuował on ataki na Etiopię. Siły ifackie zostały ostatecznie pokonane na początku XV wieku w okolicy regionu Hararu. Sam sułtan opuścił walkę oraz wycofywał się w kierunku Zajli; na południu tego miasta został zabity przez ścigających go etiopskich żołnierzy.
Rok śmierci ostatniego sułtana oraz upadku Ifatu nie jest pewny. Według egipskiego średniowiecznego historyka Al-Makriziego, wydarzenia te miały miejsca w 1403 roku, za panowania Dawida I na etiopskim tronie; jego wojska miały również splądrować Zajlę. Brytyjski islamoznawca John Spencer Trimingham podał rok 1415, cesarzem Etiopii był wówczas Izaak.

## Wojsko
Ifat miał dysponować siłami 20 tys. żołnierzy piechoty oraz 15 tys. żołnierzy kawalerii. Na strukturę etniczną armii składali się głównie Argobbowie oraz Somalowie.

## Struktura etniczna
Według izraelskiego historyka Nehemii Levtziona, na strukturę etniczną Ifatu składały się grupy etniczne, jak Somalowie, Afarowie, Wardżihowie, Hararowie, Argobbowie i Harlowie; pierwsze trzy podane grupy etniczne przeszły na islam w XIII wieku.

## Władcy Ifatu[40]
| Władca                    | Okres panowania | Okres panowania |
| Władca                    | od              | do              |
| ------------------------- | --------------- | --------------- |
| Umar Uelasma              | 1285            | 1304            |
| Baziwi (lub Jaziwi)       | 1304            | 1321            |
| Hak ad-Din I              | 1321            | 1328            |
| Husajn                    | 1328            | 1330            |
| Nasr I                    | 1330            | 1331            |
| Al-Mansur                 | 1331            | 1335            |
| Dżamal ad-Din             | 1335            | 1337            |
| Abud                      | 1337            | 1343            |
| Zubair                    | 1343            | 1344            |
| Ma’at Lajla               | 1344            | 1352            |
| Sabr ad-Din               | 1352            | 1354            |
| Kat-’Ali ibn Sabir ad-Din | 1354            | 1360            |
| Ahmad Harbi Ar’ed         | 1360            | 1366            |
| Hak ad-Din II             | 1366            | 1373            |
| Sa’ad ad-Din              | 1373            | 1415            |